# Sågdammen, Halland
Sågdammen är en sjö i Falkenbergs kommun i Halland och ingår i Ätrans huvudavrinningsområde.